# League of Legends Challenger Series
League of Legends Challenger Series, zkráceně EU CS nebo NA CS (podle regionu), je týmová soutěž ve hře League of Legends pořádaná firmou Riot Games.

## Systém soutěže
League of Legends Challenger Series funguje ve dvou regionech, v Evropě a Severní Americe. V každém regionu hraje 6 týmů o šanci dosta se do LCS (League Championship Series). První dva týmy v Challenger Series postupují do Promotion Tournament kde hrají, proti týmům které vypadly z LCS (dva týmy z LCS hrají v Promotion Tournament). Pokud v Promotion Tournament tým prohraje, vrací se zpět do Challenger Series. Challenger Series bylo ohlášeno firmou Riot Games roku v prosinci 2013 a začalo se hrát roku 2014 na jaře

## Evropa
Současné týmy
- FC Schalke 04
- Paris Saint-Germain
- Origen
- Giants Gaming
- Wind and Rain
- Red Bulls

## Severní Amerika
Současné týmy
- Big Gods Jackels
- Delta Fox
- eUnited
- Gold Coins United
- Team Gates
- Tempo Storm